# 위소제

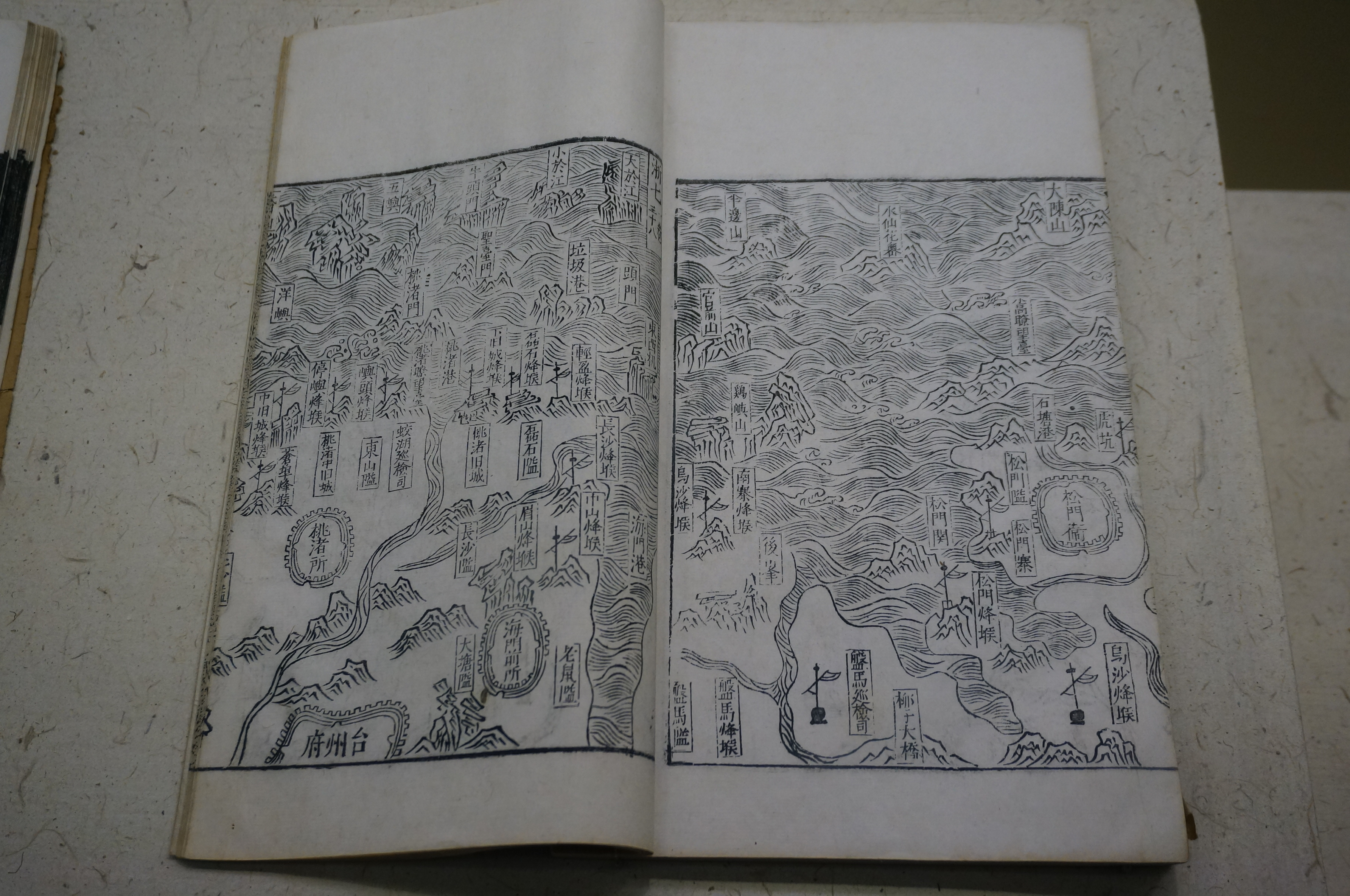
명대 『주해도편(籌海圖編)』 권1 절강(浙江) 연해 산사도(山沙圖) 일부, 절강 태주부(台州府) 주변 위소와 도시

위소제(衛所制)는 명나라의 군사 제도이다. 명 태조(太祖) 홍무제(洪武帝) 주원장(朱元璋)이 창설한 제도로, 구상은 수(隋)와 당(唐)의 부병제(府兵制)이다. 홍무제는 통일을 달성한 뒤에는 외정을 자제하고, 농촌의 토지조사 및 인구조사를 진행해 이갑제(里甲制)와 위소제를 반포하고 내정 안정에 노력을 기울였다. 명 정권은 원(元)과 원조민변(元朝民變) 시기에는 군제가 정해지지 않았다. 군대의 유래에 따라 구분되었는데, 명측 장수들이 원래 거느리고 있던 병사인 '종정(從征)', 원조의 군사 및 원말 군웅(群雄) 패잔병들로 구성된 군대, 죄를 지어 적발된 죄인들로 구성된 군대 등이 있었다. 무엇보다 가장 중요한 내원으로서 일반 호적(戶籍)에서 선발된 이뤄진 군대인 적선(籍選) 혹은 타집군(垛集軍)이었다. 타집법(垛集法)은 원대의 정군(正軍)인 첩호제(貼戶制)에서 전승된 것이었다. 인구 1가(家) 5정(丁) 혹은 3정 가운데 1명을 징발하는 원칙으로 징집된 병사를 말한다. 이외에도 간발(簡拔), 투충(投充), 수집(收集) 등의 군제가 있었다. 그러나 명대에는 위소제가 가장 주요한 군데였다.
병사를 내놓는 집을 따로 분리하여 군호로써 여기서는 정상적인 병사를 공급하는 것이 위소제였다.
위소제는 정부에서 군호에 대해 토지를 하사하고, 그 토지에서의 수입으로 자급자족을 원칙으로 했다. 그러나 정통제때부터 군호중에 궁핍한 곳이 증가해 도망하는 자가 증대하였고, 또한 환관 및 지방의 군관등이 군호에게 내려진 토지를 사유화하는 일이 증가하면서 군호의 생활은 파괴되었다.
이에 대해 중앙에서는 식량을 보냈으나, 이것은 커다란 재정 부담으로 이어졌다. 이 식량을 군관들은 여러 가지 수단으로 자신의 것으로 만들었다. 예를 들어 병사숫자를 실제 숫자보다 과장해서 보고하여 그 차액을 빼돌리는 일도 있었다. 이러한 일 때문에 명나라 말기에는 위소제는 무력화되어 국방은 각지의 군관에게 고용된 사병이 맡게 되는 상황에 빠지고 말았다.

## 같이 보기
- 토사제
- 개토귀류
- 이갑제
- 진관체제

1. ↑  陳文石《中央研究院歷史語言研究所集刊》第48本第2分，1977年《明代衛所的軍》
2. ↑  于志嘉《明代軍户世襲制度》台北學生書局1987年
3. ↑  林天蔚